# Tribometer

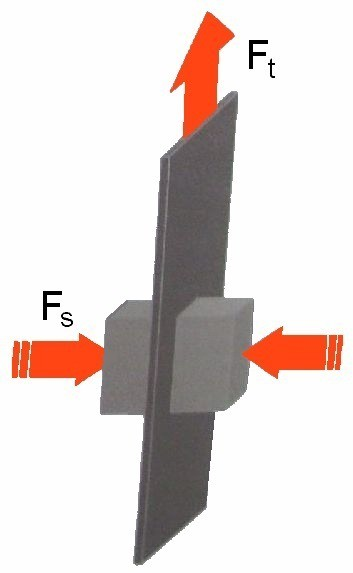
Kräfte beim Tribometer

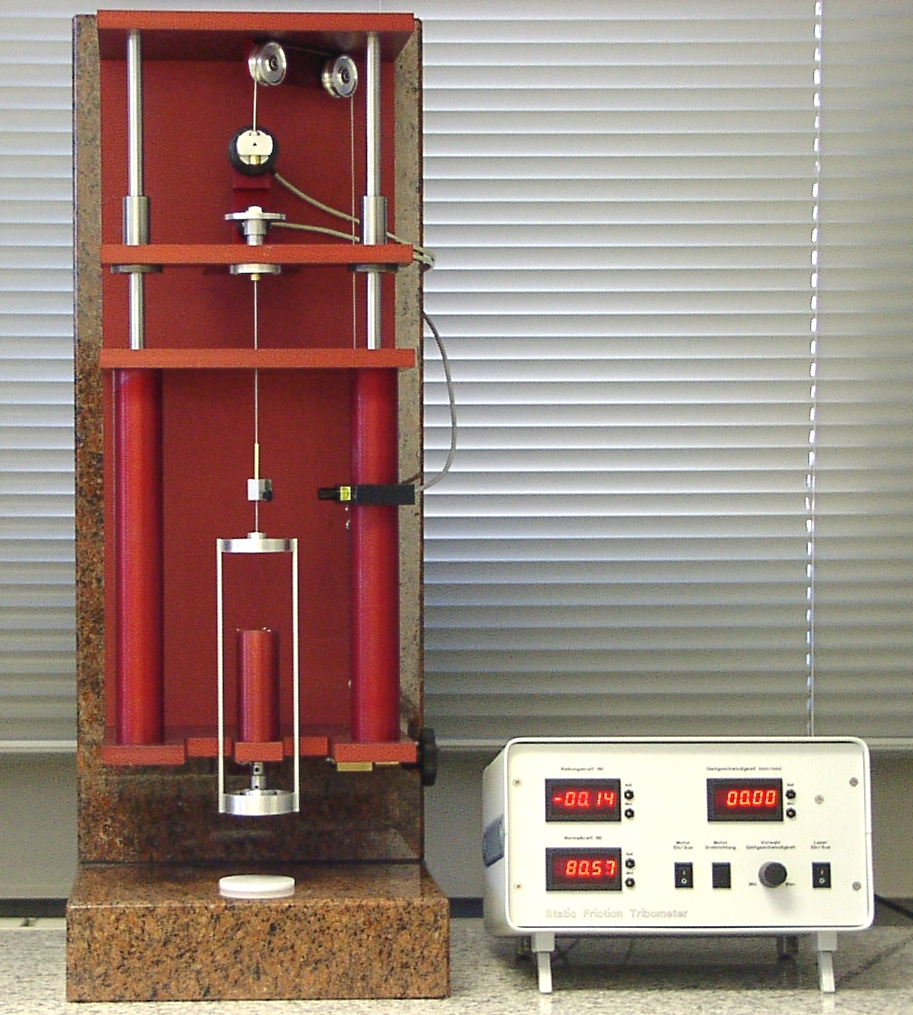
Ein Tribometer zur Messung der Haftreibung.

Tribometer sind Geräte zum Messen von Reibung und Verschleiß, also von Größen in der Tribologie. 
Aufgrund der äußerst vielfältigen Fragestellungen in der Tribologie sind über die Jahre zahlreiche Tribometer für bestimmte Anwendungsfälle und Messaufgaben entwickelt worden. Die Interpretation und Übertragbarkeit von auf Tribometern (Laborprüfmaschinen) gewonnene Ergebnissen ist wissenschaftlich anspruchsvoll. Hinzu kommt, dass viele Prüfungen nicht genormt sind und keinen unabhängigen Ringversuchen unterliegen. Da es sich bei tribologischen Kennwerten immer um Systemkennwerte handelt, ist die Angabe von Einzelwerten wie Reibwerten ohne Angabe der exakten Prüfbedingungen nicht zielführend.
Je nach Aufgabenstellung werden die zu untersuchenden Materialpaarungen rotatorisch (z. B. Stift/Scheibe-Tribometer) oder translatorisch belastet (z. B. Schwing-Reibverschleiß-Prüfstand). Roll- und Wälzbewegungen können beispielsweise mit Zwei-Scheiben-Prüfständen simuliert werden. 
Großer Vorteil der Laborprüfgeräte ist, dass die Beanspruchungsparameter definiert variiert werden können (Kraft, Relativgeschwindigkeit, Schmierung, Temperatur etc.), was in Aggregate- oder Feldversuchen häufig nicht möglich ist.